# Gagnebina myriophylla
Gagnebina myriophylla är en ärtväxtart som först beskrevs av John Gilbert Baker, och fick sitt nu gällande namn av Gwilym Peter Lewis och Philippe Guinet. Gagnebina myriophylla ingår i släktet Gagnebina och familjen ärtväxter. Inga underarter finns listade i Catalogue of Life.